# ブライアント・パーク
ブライアント・パーク（Bryant Park）は、アメリカ合衆国ニューヨーク州ニューヨーク市マンハッタン区にある公園である。タイムズスクエアとグランド・セントラル駅の中間に位置する。ミッドタウンのオフィスビルに囲まれた中で緑の多いこの公園は周辺の企業に勤める人や観光客の憩いの場となっており、年間を通じて多くの人が訪れる。またここでは定期的にコンサートなど色々な催しが行われている。ニューヨーク公共図書館はこの敷地内にある。

## 概要
公園の敷地は6番街、5番街、40丁目、42丁目に囲まれている。そのため41丁目の通りはこの公園によって東西に分断されている。広さは39,000平方メートル (9.63エーカー) 。この敷地内の5番街側にはニューヨーク公共図書館があってその建物がこの公園の実質上の東側境界を成し、6番街側が正面入り口となっている。公園の地下はニューヨーク公共図書館の書庫になっている。ニューヨーク市所有の公園であるが運営は非営利団体のブライアント・パーク・コーポレーションがニューヨーク市公園局に協力して行っている。

## 施設
- 大芝生、シティ・ポンド（Citi Pond、スケートリンク） : この公園の中心となる部分で、周辺の事務所に勤める人が昼食をとる場所として、通行人や観光客が休憩する場所としてのほかに、大きな催し物の観客席の役割も果たす。この芝生は保守のために一定期間閉鎖されることがある。10月下旬から3月上旬の間はこの芝生はCiti Pondという名前のスケートリンクに変わる。このスケートリンクは無料で利用できる。
- 樹木、花壇、池、噴水(泉)、銅像
- テーブルとイス
- 屋外読書室: 公園の一角を読書専用の場所にしたもの。本も用意されている。
- メリーゴーラウンド
- ペタンクコート、卓球台、チェスボード
- 公衆便所 : 内部の清潔さや内装で高い評価を受けている[2][3]。
- 公衆無線LAN
- ホリデー・ショップ : ヨーロッパのクリスマスマーケットに倣った出店
- レストラン、カフェ : ブライアント・パーク・グリル (Bryant Park Grill) 、ブライアント・パーク・カフェ (Bryant Park Cafe)

## 行事
色々な行事が定期的に開催されているが、主なものに
- ブライアント・パーク・サマー・フィルム・フェスティバル (The Bryant Park Summer Film Festival) : HBOの後援
- ブロードウェー・イン・ブライアント・パーク (Broadway in Bryant Park)
- バンク・オブ・アメリカ・プレゼンツ・ニューヨーク・ナウ (Bank of America Presents New York Now) : ニューヨークのクラシック音楽5団体によるコンサート・シリーズ

がある。
チェス、ヨガ、ジャグリング、太極拳、編み物の講習も行われている。

## 交通機関
- 地下鉄
  - IND6番街線とIRTフラッシング線（      系統）の42丁目-ブライアント・パーク/5番街駅
- バス
  - M1、M2、M3、M4、M5、M6、M7、M42 の42丁目で下車

## ブライアント・パーク・コーポレーション
ブライアント・パーク・コーポレーション (Bryant Park Corporation、略称 : BPC) は、この公園の運営を行っている団体である。1970年代のニューヨークが荒廃していた時期、ここは麻薬の売人、売春婦、ホームレスの溜り場となってしまい、一般人の立ち入れない危険な場所になっていた。この状況を改善するために、1980年にブライアント・パーク・リストレーション・コーポレーション (Bryant Park Restoration Corporation、略称 : BPRC) が設立された。その後2006年に団体名は現在のBPCに変わった。設立当初はロックフェラー兄弟財団から資金援助を受けていたが現在は公園周辺の企業や団体からの資金と催しの収益によって運営されている。BPCは公有の公園を私的に運営する団体としてはアメリカで最大の資金規模を持っている。
BPRCは割れ窓理論に基づき落書きの消去、壊れた備品の修復などのプログラムを厳格に実施し、警備員を配置し不法行為の防止を図った。これにより一定の成果が得られたが、さらに1988年から1992年にかけて公園を閉鎖し、社会学者ら意見を取り入れた4年がかりの大規模な改修を行った。それまでの公園地面は道路より高く、また周囲は生垣に囲まれていて道路から隔離された場所になっていたが、地面を掘り下げて生垣は撤去した。これで外の公園と道路との互いの見通しが良くなり公園の利用者に安心感を与えることができた。その上で道路から見通しの良い新しい公園入口を作りフランス風庭園として遊歩道、街頭、木々、花壇などを整備した。また、この公園ではベンチではなくイスを置くことにした。これは社会学者ウィリアム・H・ホワイトの自由に場所と向きを変えられるイスを置によって利用者のエンパワーメントを強化できるという主張に従ったものである。今日ではこの公園だけでなくアメリカ中にこのイスの採用例が見られる。さらに2002年、公衆無線LANをニューヨークの公園としては初めて提供開始した。2006年には長い間閉鎖されていた公衆便所を設備を一新して使用再開した。

## 歴史
- 1843年 : レゼボア・スクエア (Reservoir Square) として開園。この名称は隣にあったクロトン給水所（英語版）。
- 1853年 : 全米産業博覧会の会場となり、ニューヨーク水晶宮が建てられる。5年後に取り壊された。
- 1884年 : ブライアント・パークと改称。ニューヨーク・イブニング・ポストの編集者で奴隷廃止運動家のウィリアム・カレン・ブライアントに因む。
- 1899年 : クロトン給水所の跡地にニューヨーク公共図書館を建設開始。
- 1969年 : 10月15日この公園でベトナム戦争の中止を訴える集会が開かれ、それに伴う行進に約40,000人が参加。
- 1979年 : 1970年代に入って麻薬売買の場所になって荒れていた公園の再生に着手。
- 1980年 : BPRC設立。
- 1988年 : 公園全体の根本的な改善工事のために閉鎖。
- 1992年 : 新しく生まれ変わったブライアント・パークが開園。

## ギャラリー

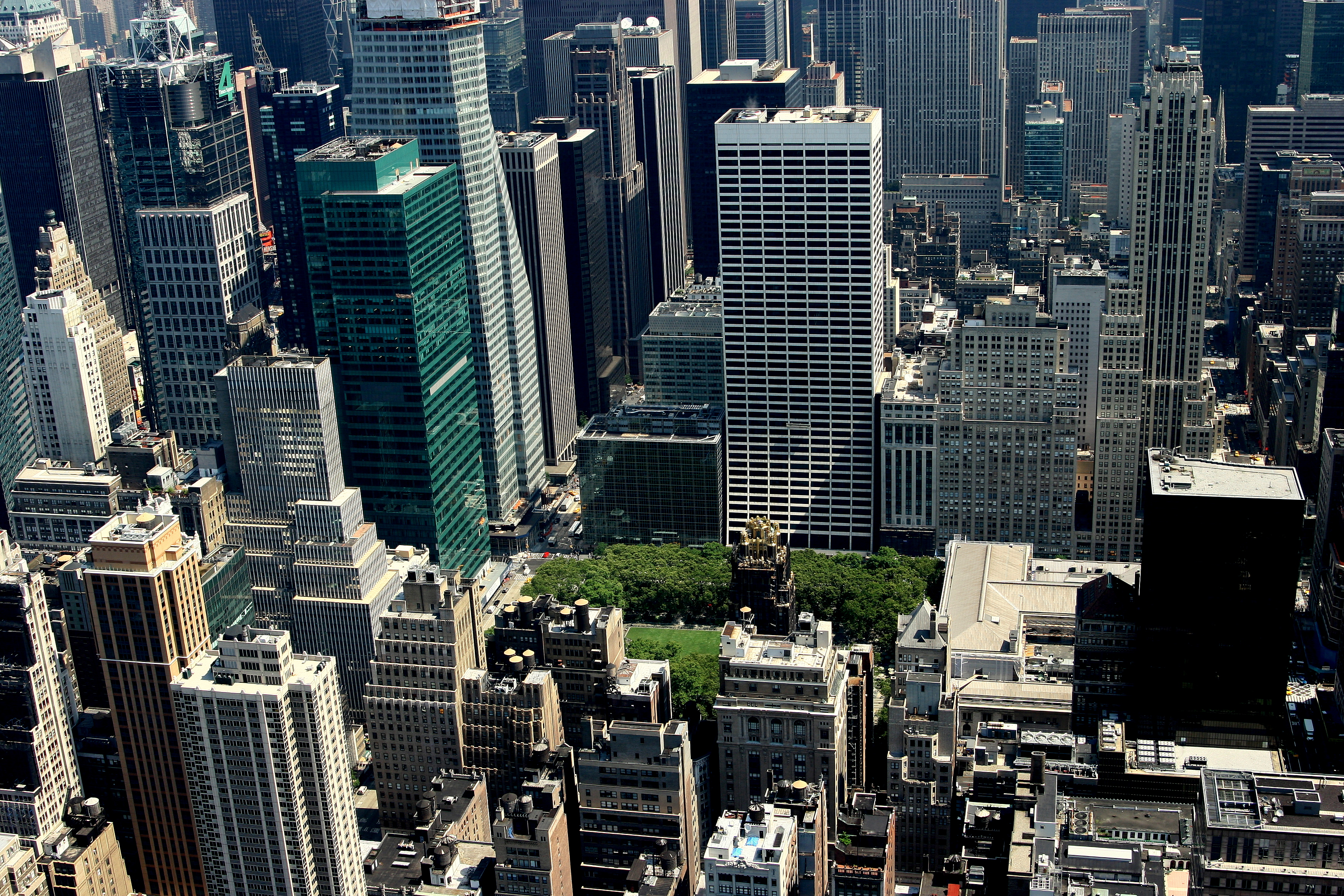
上空から見たブライアント・パーク
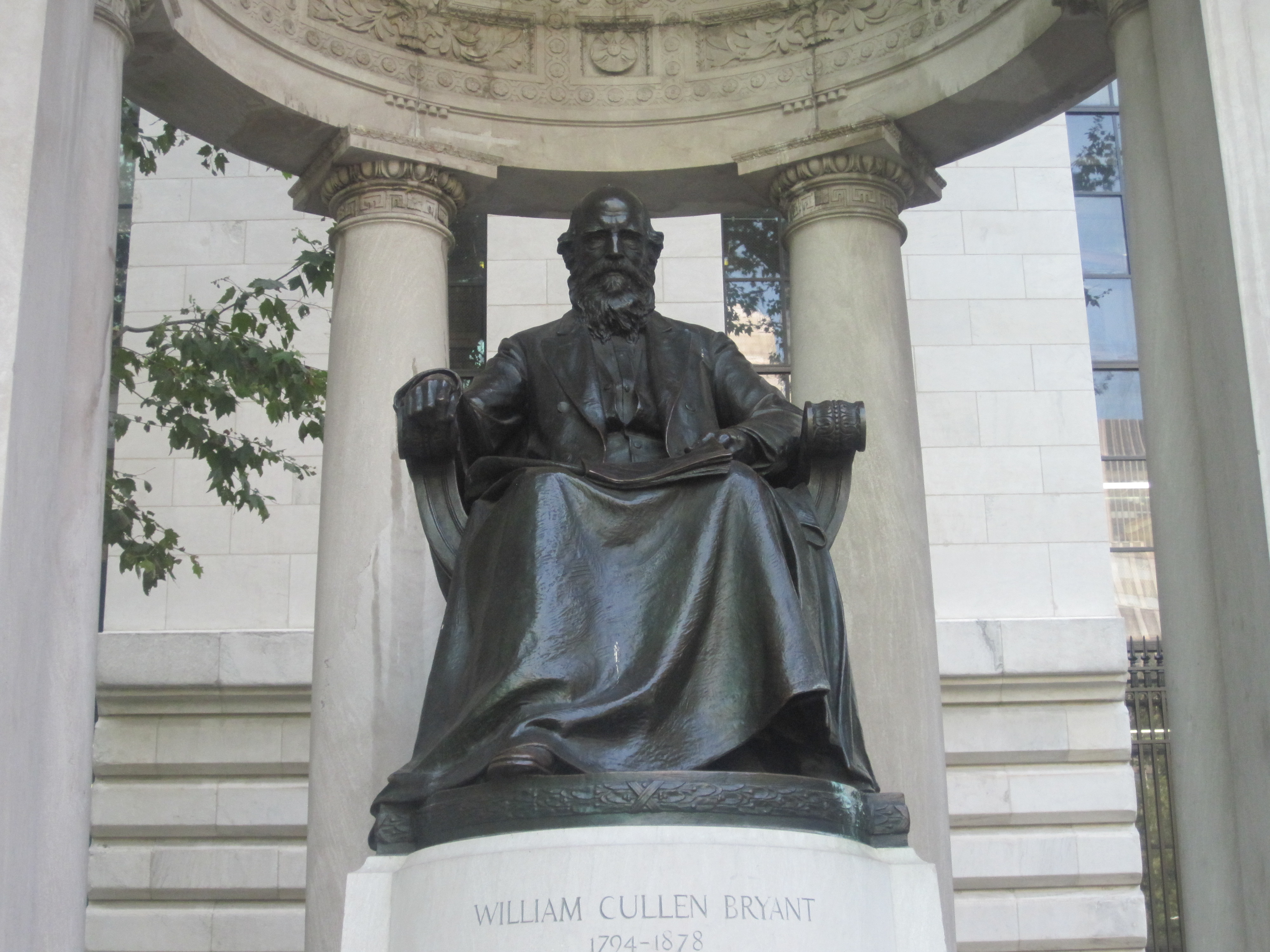
ウィリアム・ブライアントの銅像
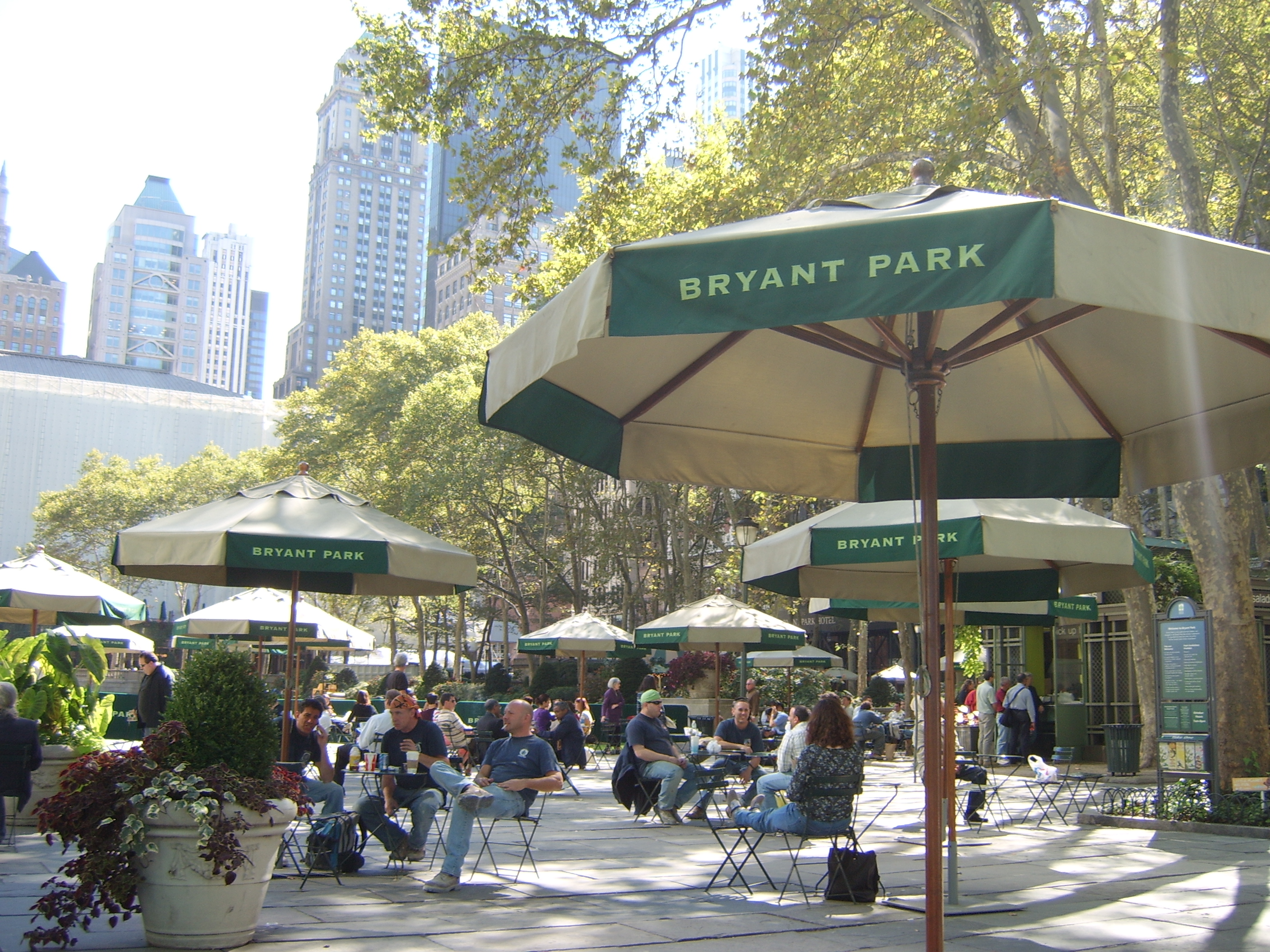
テーブルとイス
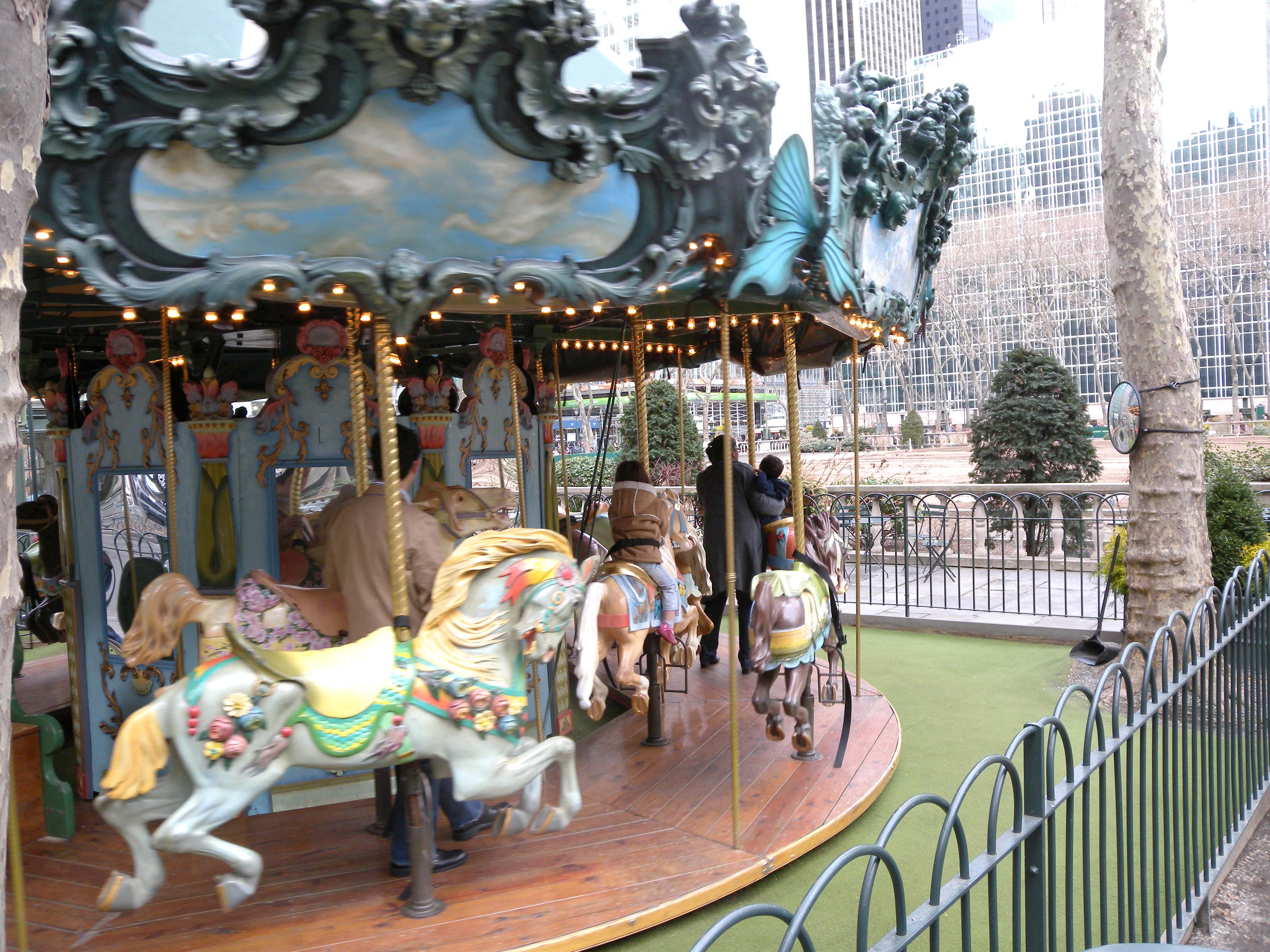
メリーゴーラウンド
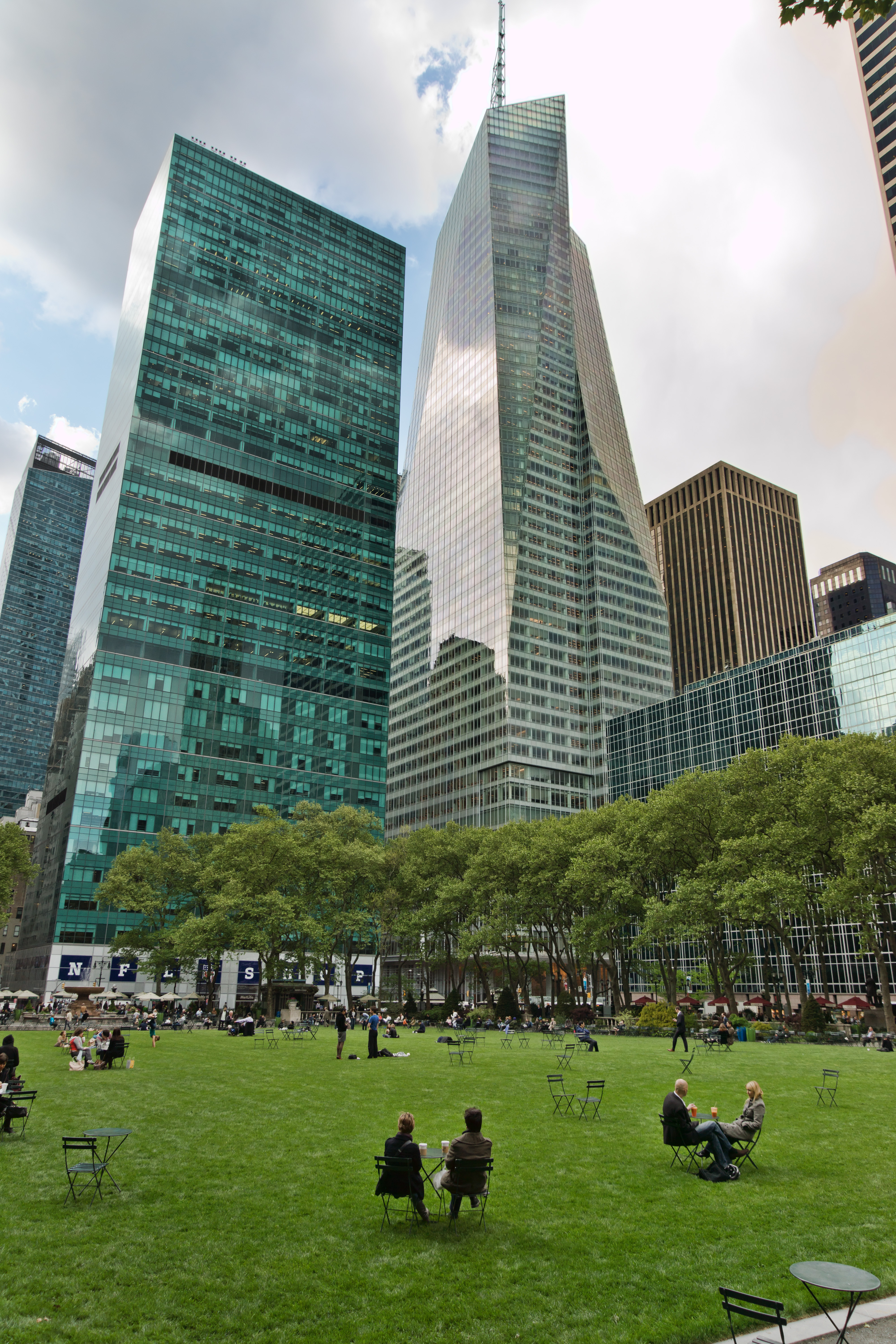
オフィスビル群を背景とした大芝生
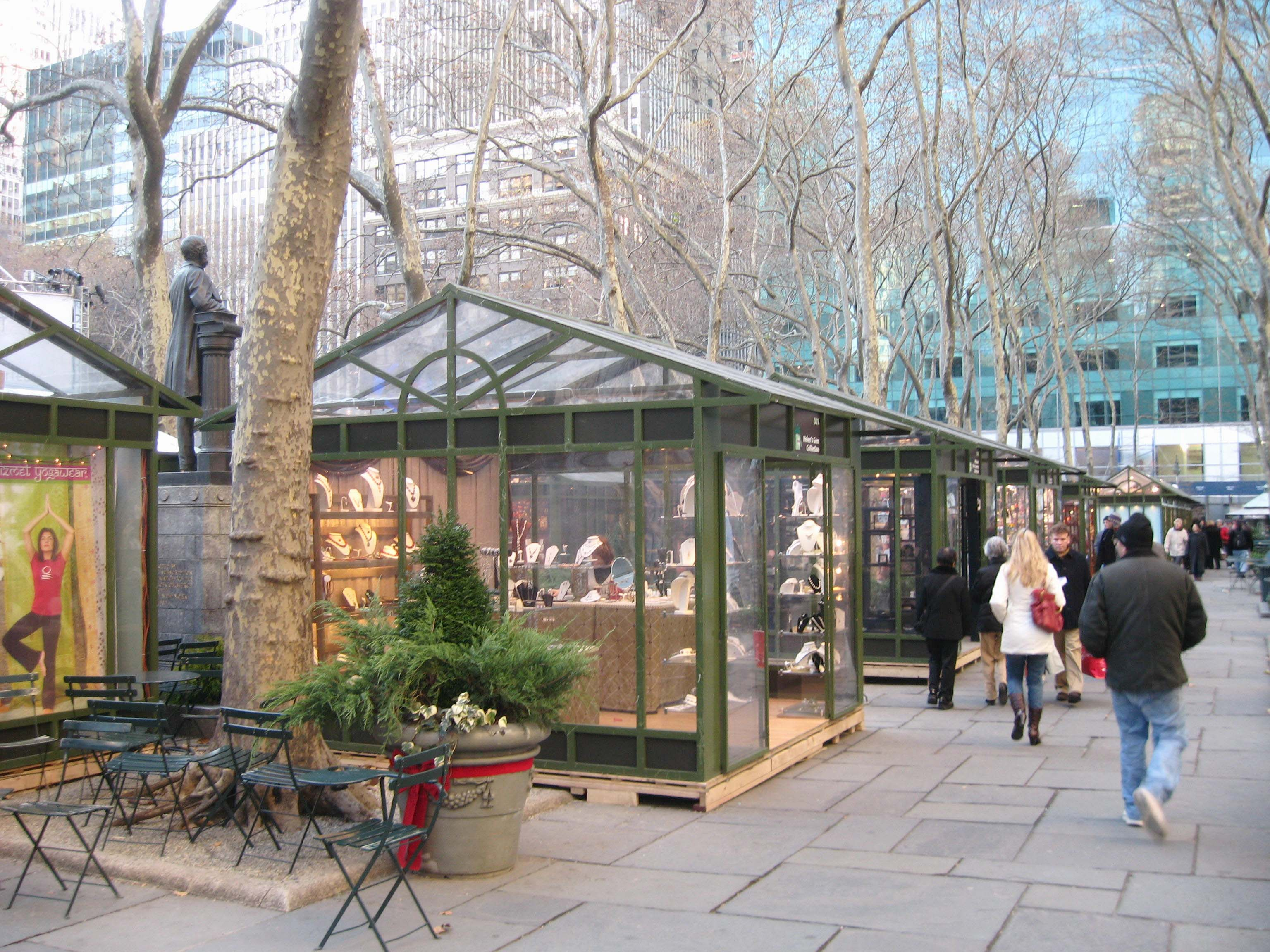
ホリデー・ショップのブース
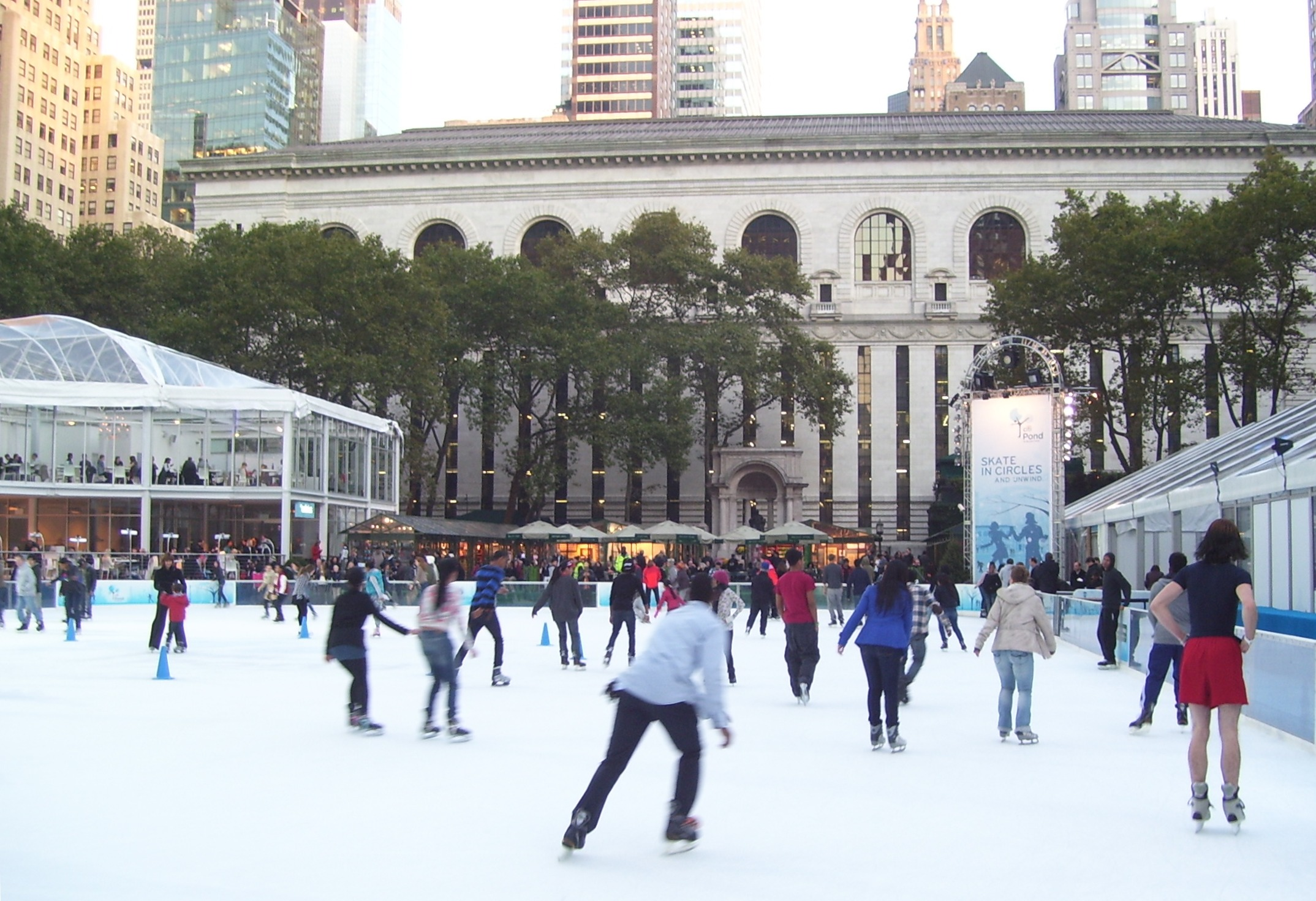
図書館を背景にしたスケートリンク
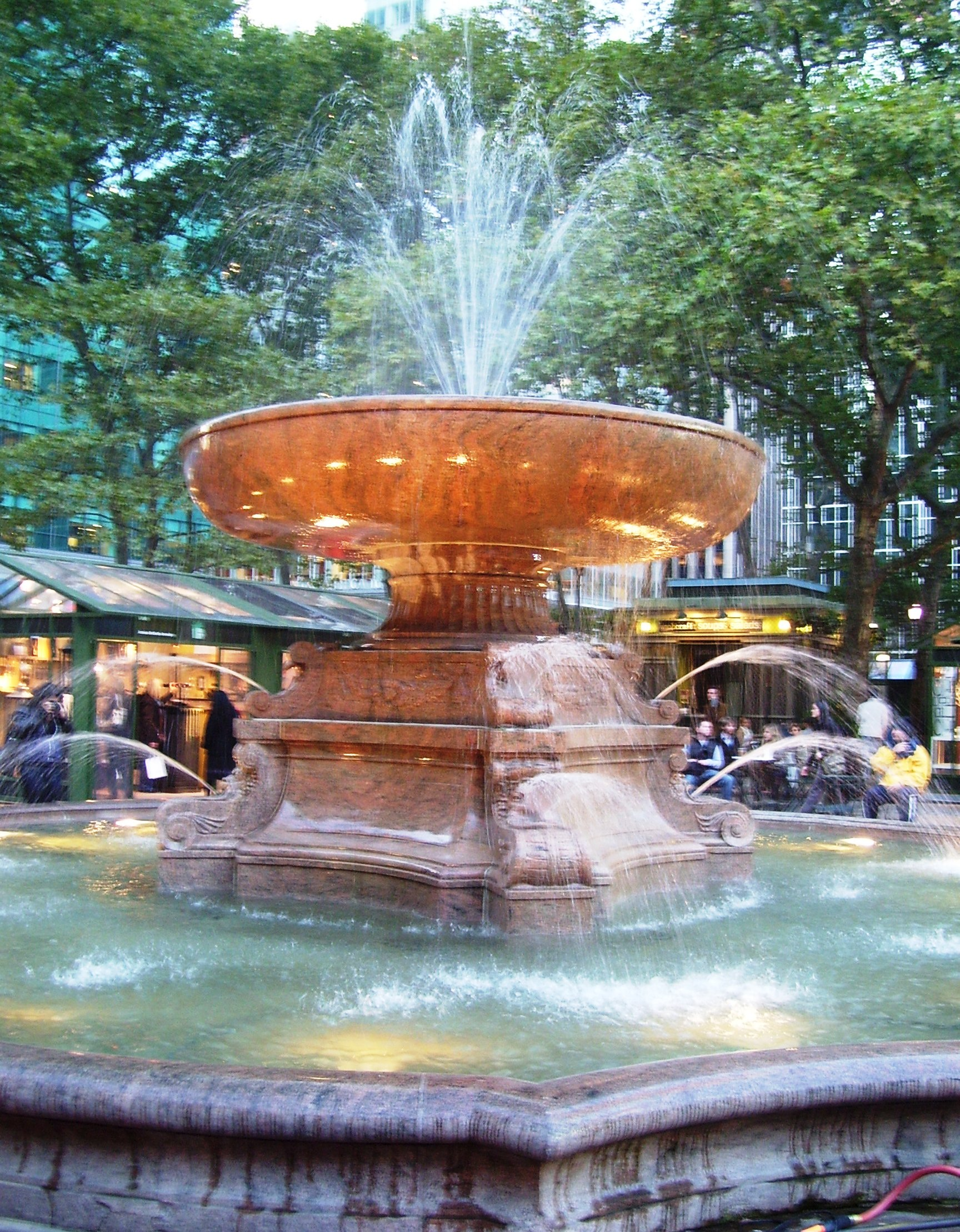
噴水

## 登場する作品
- プライベート・パーツ
- I Love My Wife
- セックス・アンド・ザ・シティ (映画)
- ロー&オーダー
- 花より男子2（リターンズ）
- プロジェクト・ランウェイ
- 恋とニュースのつくり方